# Акциони социограм
Акциони социограм је у групном социјалном раду техника која се користи да би се илустровале везе (мрежа) и стекло знање о улогама чланова групе и карактеристикама међусобних односа. Ова техника укључује обликовање, кореографију и огледање.